# Camiaco
Camiaco es una localidad boliviana perteneciente al municipio de Loreto, ubicado en la Provincia de Marbán del Departamento de Beni. En cuanto a distancia, Camiaco se encuentra a 77 km de la ciudad de Trinidad, la capital departamental, y a 22 km de Loreto.
Según el último censo de 2012 realizado por el Instituto Nacional de Estadística de Bolivia (INE), la localidad cuenta con una población de 579 habitantes y está situada a 196 metros sobre el nivel del mar.

## Demografía
| Año  | Población | Fuente                  |
| ---- | --------- | ----------------------- |
| 1992 | 289       | Censo boliviano de 1992 |
| 2001 | 458       | Censo boliviano de 2001 |
| 2012 | 579       | Censo boliviano de 2012 |